# Ina Konstantinova
Inessa (Ina) Alexandrovna Konstantinova (1924 - 4 de março de 1944) era uma partisan morta aos 20 anos de idade durante as operações da Alemanha Nazista na União Soviética, quando da Segunda Guerra Mundial.

## Biografia
Nascida na vila de Kiverichi, oblast de Tver, em 1924, Ina Konstantinova cresceu perto da cidade de Kashin, no nordeste da Rússia, com seus pais e irmã. Ela era membro do Komsomol e estudante no início da invasão nazista alemã da União Soviética em 1941.[carece de fontes?]
Ainda jovem demais para lutar nas forças armadas, nos primeiros dias do ataque no verão de 1941, Konstantinova juntou-se a um destacamento de ajuda voluntária e ajudou a cuidar das pessoas feridas no comitê distrital da Cruz Vermelha.
Ao deixar secretamente a casa dos pais aos 17 anos e seguir para Moscou para se juntar aos guerrilheiros como sabotador, Konstantinova ingressou na 2ª Brigada Partisan de Kalinin,, do 1º Corpo Partisan de Kalinin em julho de 1942. Trabalhando entre os guerrilheiros como um batedor de reconhecimento para a brigada pelos anos restantes de sua vida, Konstaninova seria enviada para trás das linhas inimigas várias vezes. Ela foi premiada com a medalha Partisan of the Patriotic War, segunda classe, em 1943.[carece de fontes?]
Konstantinova morreu em 4 de março de 1944, quando, cobrindo a retirada de seus companheiros de um esconderijo emboscado no decurso de uma operação de reconhecimento partisan com seu tiro de metralhadora, ela foi morta em uma escaramuça com uma unidade alemã avançada perto da aldeia de Lukyanovo (atual oblast de Pskov).O cadáver dela foi localizado embaixo de um pinheiro perto da cena no dia seguinte.
Durante a guerra, Konstantinova manteve um diário que havia iniciado quando adolescente antes da invasão. Suas anotações e cartas do diário foram publicadas postumamente no idioma russo em 1947 e posteriormente traduzidas para vários idiomas para publicação fora da União Soviética. [2] Seus restos mortais foram enterrados na cidade de Kashin em 1949, onde uma rua também recebeu seu nome em 1970.[carece de fontes?]